# チャールズ・モートラム・スタンバーグ
チャールズ・モートラム・スタンバーグ (Charles Mortram Sternberg)(1885–1981) はアメリカ系カナダ人の著名な化石ハンターで古生物学者。同じく有名な化石ハンターであるチャールズ・ヘイゼリアス・スタンバーグの息子。2人の兄弟（ジョージ・フライヤー・スタンバーグ、レヴィ・スタンバーグ）もまた化石ハンターである。
キャリアの後年に収集した化石の記載論文を手がけた。パキリノサウルス、ブラキロフォサウルス、パルクソサウルス、そしてエドモントニアである。今日スタンバーグの論文を引用せずにカナダの恐竜について学ぶことは不可能であると言われる。

## キャリア
1912年、スタンバーグは父と兄弟と共にカナダのオタワに移り住んだ。彼らはアルバータ州でカナダ地質研究所のために恐竜の化石を探し始めた。この仕事はカナダから多くの化石を持ち出していたニューヨーク市のアメリカ自然史博物館の学芸員兼化石ハンター、バーナム・ブラウンとの競争でもあった。
1919年のローレンス・ラムの死後、スタンバーグはカナダ地質研究所の古生物学企画部の部長の座を引き継いだ。最初の論文はラムが取り組んでいた曲竜類のパノプロサウルスの研究を引き継いだもので、1921年に起稿された。 スタンバーグは後に地質研究所のために古脊椎動物学の学術論文を手がけた。最終的に47冊が発表された。ほとんどが恐竜のもので、彼自身による驚異的な発見に基づく。1936年、スタンバーグと息子レイ・マーティンは、後に州立恐竜公園となる地域内にある112箇所の発掘サイトを永久的な採掘場に指定した。このおかげで標本に関する重要な場所とその情報が保存され、今日の恐竜研究に役立っている。 1948年、彼はカナダ国立博物館の生物学助手の座に昇進した。それは学芸員に等しい。1949年、カナダ王立協会のメンバーに選出された。
1950年に定年退職するが、1970年まで論文を書き続けた。
スタンバーグは州立恐竜公園の設立を援助した。 カルガリー大学とカールトン大学の名誉学位を取得している。
またフリーメイソンであり、オタワの市民サービスロッジのメンバーであった。

## 幼年期
チャールズ・モートラム・スタンバーグは1885年、カンザス州の有名なアメリカの化石ハンターの家庭に生まれた。最終学歴はカンザス高校卒業である。